# Pilzmücken
Die Pilzmücken (Mycetophilidae, Pilzmücken im engeren Sinn) sind eine Familie von sehr kleinen Mücken (Nematocera) in der Überfamilie der Sciaroidea. Weltweit sind bis jetzt etwa 3000 Arten in 150 Gattungen beschrieben. Davon kommen in Europa knapp 1000 Arten und Unterarten vor. Die Pilzmücken sind aus Einschlüssen in Bernstein gut bekannt. Daher weiß man, dass sie bereits in der Kreidezeit gut etabliert und diversifiziert waren.

## Merkmale

Typische Flügeladerung einer Pilzmücke

Die kleinen Mücken haben einen schlanken und zarten Körper mit langen, dünnen Beinen. Auffällig an ihnen sind der buckelige Thorax und die langen und fadenförmigen Fühler. Diese bestehen aus 8 bis 16 Segmenten. Ihre Mundwerkzeuge sind zurückgebildet. Neben den Facettenaugen haben sie auch Punktaugen (Ocelli). Die Flügeladerung ist vorne kräftiger ausgebildet als hinten.

## Lebensweise und Entwicklung
Die ausgewachsenen Mücken findet man an feuchten, kühlen und schattigen Orten, vor allem in Wäldern oder in Sumpfgebieten, aber auch an Wasserläufen und auf Wiesen. Es gibt auch in Höhlen lebende Arten. Im Frühjahr und Sommer bilden die Mücken zeitweise dichte Schwärme, wobei es sich dabei meist um paarungsbereite Männchen handelt.
Die Paarung findet in der Nähe der Eiablageplätze entweder im Flug oder sitzend statt. Die Eier werden entweder auf Pilzen oder am Boden abgelegt. Die Larven der meisten Arten leben oligophag von den Fruchtkörpern der Pilze oder von deren Myzelien und können auch giftige Pilze fressen. Nur wenige Arten sind monophag oder aber polyphag. Darüber hinaus gibt es Arten, die im Bodenstreu leben und sich von verrottendem Pflanzenmaterial oder Hefen ernähren. Einige wenige Arten wurden aber auch an Moosen gefunden, andere Arten sind sogar teilweise räuberisch. Larven der Unterfamilien Mycomyinae, Sciophilinae und Leiinae können Klebefäden erzeugen, mit denen sie Beute fangen. Diese Fäden bestehen entweder aus Schleim oder aus Seide. Sie sind meist mit klebrigen oder giftigen Tröpfchen besetzt. Verfängt sich ein Insekt darin, wird es mit Schleim oder Seidenfäden umhüllt. Die Larven haben meist in der Nähe ihrer Fäden einen Unterschlupf, in dem sie sich versteckt halten und in dem sie ihre Beute fressen. Die Entwicklung ist nach etwa zwei Wochen abgeschlossen, wobei die Verpuppung nahe der Fraßorte stattfindet. Die geschlüpften Imagines haben dann eine Lebenserwartung von 10 bis 20 Tagen. Die Überwinterung erfolgt meist im Larvenstadium, manchmal überwintern aber auch die ausgewachsenen Tiere.

## Biolumineszenz
Etwa ein Dutzend Arten der Pilzmücken besitzen teilweise als adulte Tiere oder als Puppen die Fähigkeit zur Biolumineszenz. Daneben können alle Larven dieser Arten leuchten. Die Larven räuberischer Arten locken mit den Lichtsignalen ihre Beute an, die sich dann in Klebefäden verfängt. Durch das Leuchten werden sie mitunter aber auch selbst zu Opfern von Fressfeinden.

## Taxonomie und Systematik
Die Mycetophilidae wurden kürzlich in mehrere Familien wie die Bolitophilidae, Diadocidiidae, Ditomyiidae, Keroplatidae und Mycetobiidae aufgeteilt. Zusammen mit den Sciaridae stehen alle in der Überfamilie der Sciaroidea oder Pilzmücken i. w. S.
Die Mycetophilidae werden in folgende Unterfamilien unterteilt:
- Eudicraninae
- Gnoristinae
- Leiinae
- Manotinae
- Mycetophilinae
- Mycomyinae
- Sciophilinae

Eine in Europa weit verbreitete Art ist die Palaeodocosia flava (Edwards, 1913) aus der Gattung der Palaeodocosia.
Weitere heimische Pilzmücken-Arten sind Exechia concinna, Exechia fusca und die Höhlenpilzmücke (Speolepta leptogaster).

## Fossile Belege
Pilzmücken gehören zu den häufigsten fossilen Diptera. Der älteste Beleg ist ein Fund aus unterjurassischer Lagerstätte in England. Weitere Pilzmücken aus dem Jura wurden in Deutschland und Ostasien gefunden. Kreidezeitliche Nachweise von Pilzmücken sind aus verschiedenen Bernsteinlagerstätten bekannt (Kanada, Sibirien und New Jersey). Aus dem eozänen Baltischen Bernstein sind etwa 150 Arten aus rund 50 Gattungen beschrieben worden. Die Angehörigen dieser Familie machen rund ein Achtel aller im Baltischen Bernstein gefundenen Nematocera aus und sind damit nach den Chironomidae und den Sciaridae die häufigste Familie dieser Unterordnung. Hinzu kommen einzelne Funde aus anderen oberkreidezeitlichen und tertiären Bernsteinlagerstätten (u. a. Mexiko (Chiapas-Bernstein), Myanmar (oberkreidezeitlicher Birmit), Dominikanische Republik und China).